# 关西镇站
关西镇站位于江西省赣州市龙南市，是京九铁路的一座火车站，等级为四等站，距北京西站1997公里，距常平站318公里，本站及相邻上下行区间均为电气化区段。站址在江西省龙南市关西镇。车站建于1996年，现只办理货运，不办理客运业务。